# 罗卡斯特拉达
罗卡斯特拉达（義大利語：Roccastrada），是意大利格罗塞托省的一个市镇。总面积284.37平方公里，人口9638人，人口密度33.9人/平方公里（2009年）。ISTAT代码为053021。